# Цурумаки, Кадзуя
Кадзуя Цурумаки (яп. 鶴巻 和哉 Цурумаки Кадзуя, 2 февраля 1966, Госэн, префектура Ниигата) — режиссёр аниме, сотрудник студии Gainax с 1990 по 2006 годы, а также Studio Khara.

## Биография
Ученик Хидэаки Анно, был аниматором студии Gainax. Его первый проект — телесериал 1990 года Nadia: The Secret of Blue Water. Цурумаки также был режиссёром дополнительных юмористических эпизодов omake. В 1995 году он работал над выпуском знакового сериала Gainax, «Евангелион», где занимался производством, был помощником Анно, художественным руководителем и режиссёром некоторых серий. В 1997 году снял эпизод 25 — Air, первую половину фильма «Конец Евангелиона». В 2000 году Цурумаки официально дебютировал в качестве полноценного режиссёра с шестисерийным OVA-сериалом FLCL. В 2004 году он снял продолжение Gunbuster под названием Aim for the Top 2!, или Diebuster. Также выпустил двухсерийное аниме 2017 года The Dragon Dentist. Принимал участие в фестивалях Otakon в 2001 году и Anime Expo в 2016 году. Работал над тетралогией Rebuild of Evangelion и сериалом Mobile Suit Gundam GQuuuuuuX.